# 银色弓鱼
银色弓鱼（学名：[Racoma argentatus] 错误：{{Lang}}：文本有斜体标记（帮助））为鲤科弓鱼属的鱼类，俗名白鱼。分布于巴尔哈什湖和阿拉湖水系以及伊犁河水系、伊宁、霍城、塔城、额敏等地区等，主要生活于河流湖泊分布。该物种的模式产地在阿拉湖。

## 扩展阅读
維基物種上的相關：银色弓鱼